# Sam Jones (muzyk)

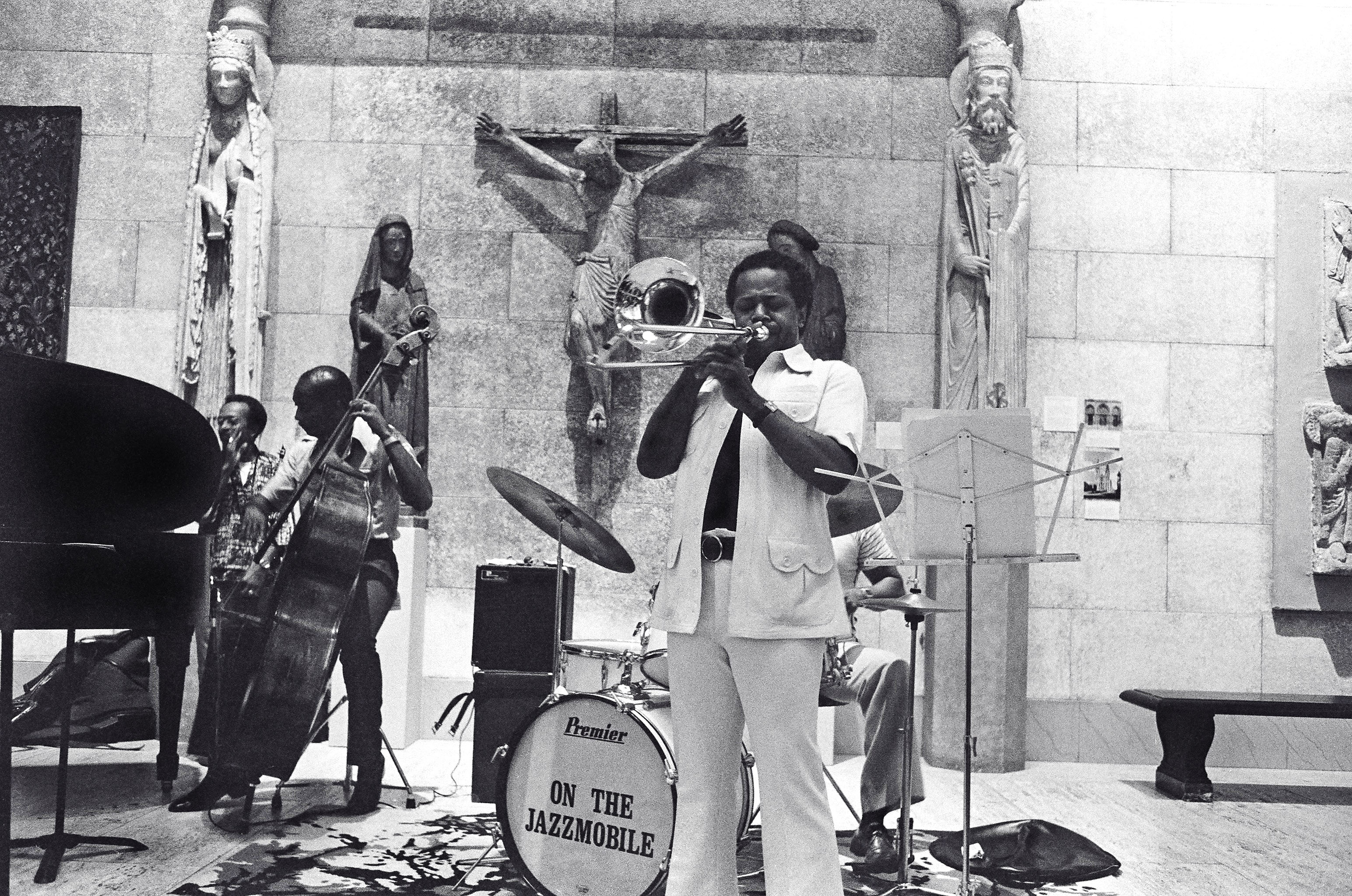
Koncert zespołu organizacji Jazzmobile w Nowym Jorku: Slide Hampton – puzon, Sam Jones – kontrabas i Jimmy Heath – saksofon, 1978

Samuel Jones (ur. 12 listopada 1924 w Jacksonville w stanie Floryda, zm. 15 grudnia 1981 w Nowym Jorku) – amerykański kontrabasista jazzowy.

## Życiorys
Urodzony na Florydzie Jones od 1955 mieszkał i działał w Nowym Jorku. Współpracował z takimi muzykami, jak Bobby Timmons, Tiny Bradshaw, Les Jazz Modes, Kenny Dorham, Illinois Jacquet, Freddie Hubbard, Dizzy Gillespie (1958–59) i Thelonious Monk. Był członkiem kwintetu Cannoballa Adderleya w latach 1959-1965, a także tria Oscara Petersona w latach 1966–1970 (zastąpił tam Raya Browna).
Skomponował takie utwory, jak Del Sasser i Unit 7.

## Dyskografia

### Jako leader
- 1960: The Soul Society (Riverside)
- 1961: The Chant (Riverside)
- 1962: Down Home (Riverside)
- 1974: Seven Minds (East Wind)[1]
- 1976: Cello Again (Xanadu)
- 1977: Changes and Things (Xanadu)
- 1977: Something In Common (Muse)
- 1978: Visitation (SteepleChase)
- 1978: The Bassists (Discovery) – z Keithem Copelandem i Kennym Barronem
- 1978: Something New - 12 Piece Band (Interplay)
- 1988: Right Down Front: The Riverside Collection (Original Jazz Classics)

### Jako sideman
z Cannonballem Adderleyem
- Somethin' Else (1958; Blue Note)
- Portrait of Cannonball (1959; Riverside)
- The Cannonball Adderley Quintet in San Francisco (1959; Riverside)
- Them Dirty Blues (1960; Riverside)
- The Cannonball Adderley Quintet at the Lighthouse (1960; Riverside)
- African Waltz (1961; Riverside)
- The Cannonball Adderley Quintet Plus (1961; Riverside)
- Nancy Wilson and Cannonball Adderley (1961; Riverside)
- The Cannonball Adderley Sextet in New York (1962; Riverside)
- Cannonball in Europe! (1962; Riverside)
- Jazz Workshop Revisited (1962; Riverside)
- Autumn Leaves (1963; Riverside [Japan])
- Nippon Soul (1963; Riverside)
- Cannonball Adderley Live! (1964)
- Live Session! (1964)
- Cannonball Adderley’s Fiddler on the Roof (1964)
- Phenix (1975, Fantasy)

 z Natem Adderleyem
- To the Ivy League from Nat (1956; EmArcy)
- Work Song (1960; Riverside)
- In the Bag (1962; Jazzland)

 z Walterem Davisem Juniorem 
- Davis Cup (1959; Blue Note)

 z Lou Donaldsonem 
- The Time is Right (1959; Blue Note)
- Sunny Side Up (1960; Blue Note)
- Blowing in the Wind (1966; Cadet)
- Lou Donaldson At His Best (1966; Cadet)

 z Terrym Gibbsem 
- Take It from Me (Impulse!, 1964)
- Bopstacle Course (1974; Xanadu Records)

 z Dizzym Gillespie 
- The Ebullient Mr. Gillespie (Verve, 1959)
- Have Trumpet, Will Excite! (Verve, 1959)

 z Yusefem Lateefem
- The Gentle Giant (Atlantic, 1971)
- Part of the Search (Atlantic, 1973)

 z Blue Mitchellem 
- Blue's Moods (1960; Riverside)
- A Sure Thing (1962; Riverside)

 z Bobbym Timmonsem
- This Here is Bobby Timmons (1960; Riverside)
- Soul Time (1960; Riverside)
- Easy Does It (1961; Riverside)
- Sweet and Soulful Sounds (1962; Riverside)
- Born to Be Blue! (1963; Riverside)
- From the Bottom (1964; Riverside)
- Workin’ Out! (1964; Riverside)

 z Oscarem Petersonem
- Blues Etude (1966; Limelight)
- Soul Espanol (1966; Limelight)
- The Way I Really Play (1968; MPS)
- Mellow Mood (1968; MPS)
- Travelin’ On (1968; MPS)
- Hello Herbie (1969; MPS)
- Tristeza on Piano (1970; MPS)

 z innymi muzykami 
- Kenny Dorham – ’Round About Midnight at the Cafe Bohemia (1956; Blue Note)
- Kenny Burrell – Blue Lights Volume 1 (1958; Blue Note)
- Kenny Burrell - Blue Lights Volume 2 (1958; Blue Note)
- Clark Terry – In Orbit (1958; Riverside Records)
- Bud Powell – Time Waits (1958; Blue Note)
- Bill Evans – Everybody Digs Bill Evans (1958; Riverside)
- Chet Baker – It Could Happen to You (1958)
- Donald Byrd – Off to the Races (1959; Blue Note)
- Donald Byrd - Byrd in Hand (1959; Blue Note)
- Thelonious Monk – At Town Hall (1959; Riverside)
- Thelonious Monk - 5 by Monk by 5 (1959; Riverside)
- Julian Priester – Spiritsville (1960)
- Sonny Red – Out of the Blue (1960; Blue Note)
- Horace Parlan – Movin’ & Groovin’ (1960; Blue Note)
- Freddie Hubbard – Open Sesame (1960; Blue Note)
- Tina Brooks – True Blue (1960; Blue Note)
- Barry Harris – Barry Harris at the Jazz Workshop (1960; Riverside)
- John Lee Hooker – That’s My Story (1960; Riverside)
- Harold Land – West Coast Blues! (1960; Jazzland Records)
- Kenny Drew – Undercurrent (1960; Blue Note)
- Wes Montgomery – Movin' Along (1960)
- Paul Gonsalves – Gettin' Together (1960; Jazzland)
- Wynton Kelly – Wynton Kelly! (1961; Vee-Jay)
- Grant Green – Gooden's Corner (1961; Blue Note)
- Fred Jackson – Hootin' 'n Tootin' (1962; Blue Note)
- Jimmy Raney – The Influence (1975; Xanadu Records)
- Clifford Jordan – The Highest Mountain (1975; Inner City)
- Al Cohn – Al Cohn's America (1976; Xanadu Records)
- Cedar Walton – Firm Roots (1976; Muse)
- Al Cohn i Dexter Gordon – True Blue by (1976; Xanadu Records), Silver Blue (1976; Xanadu Records)
- Ted Dunbar – Opening Remarks (1978; Xanadu Records)
- Billy Mitchell – The Colossus Of Detroit (1978; Xanadu Records)